# TG1
TG1 (tiếng Ý: Telegiornale 1) là chương trình thời sự do đài truyền hình công cộng RAI sản xuất. Phát sóng lần đầu tiên vào ngày 10 tháng 9 năm 1952.
Trong suốt quá trình phát sóng, TG1 được đánh giá là chương trình lâu đời nhất về lĩnh vực tin tức trong lịch sử truyền hình nước Ý. Tuy nhiên, TG1 cũng không ít nhận nhiều lời chỉ trích từ khán giả và chính trị gia do có liên quan đến thiên vị chính phủ. Cựu Bộ trưởng Bộ Phát triển Kinh tế Ý Paolo Romani nói TG1 có liên kết chính trị với phe trung tả.